# Machecoul
Machecoul korábbi község Franciaországban, Loire-Atlantique megyében. 2016. január 1-jén Saint-Même-le-Tenu községgel egyesült és Machecoul-Saint-Même új község része lett.
Lakosainak száma 6334 fő (2018. január 1.). Machecoul Saint-Même-le-Tenu községgel határos.

## Fekvése
Challanstól északra fekvő település.

## Története
Machecoul urai a Rays (Retz)-ek voltak.
Nevét 1055-ben Saint-Jean-Baptiste templomával kapcsolatban említették az írásos források.

## Galéria

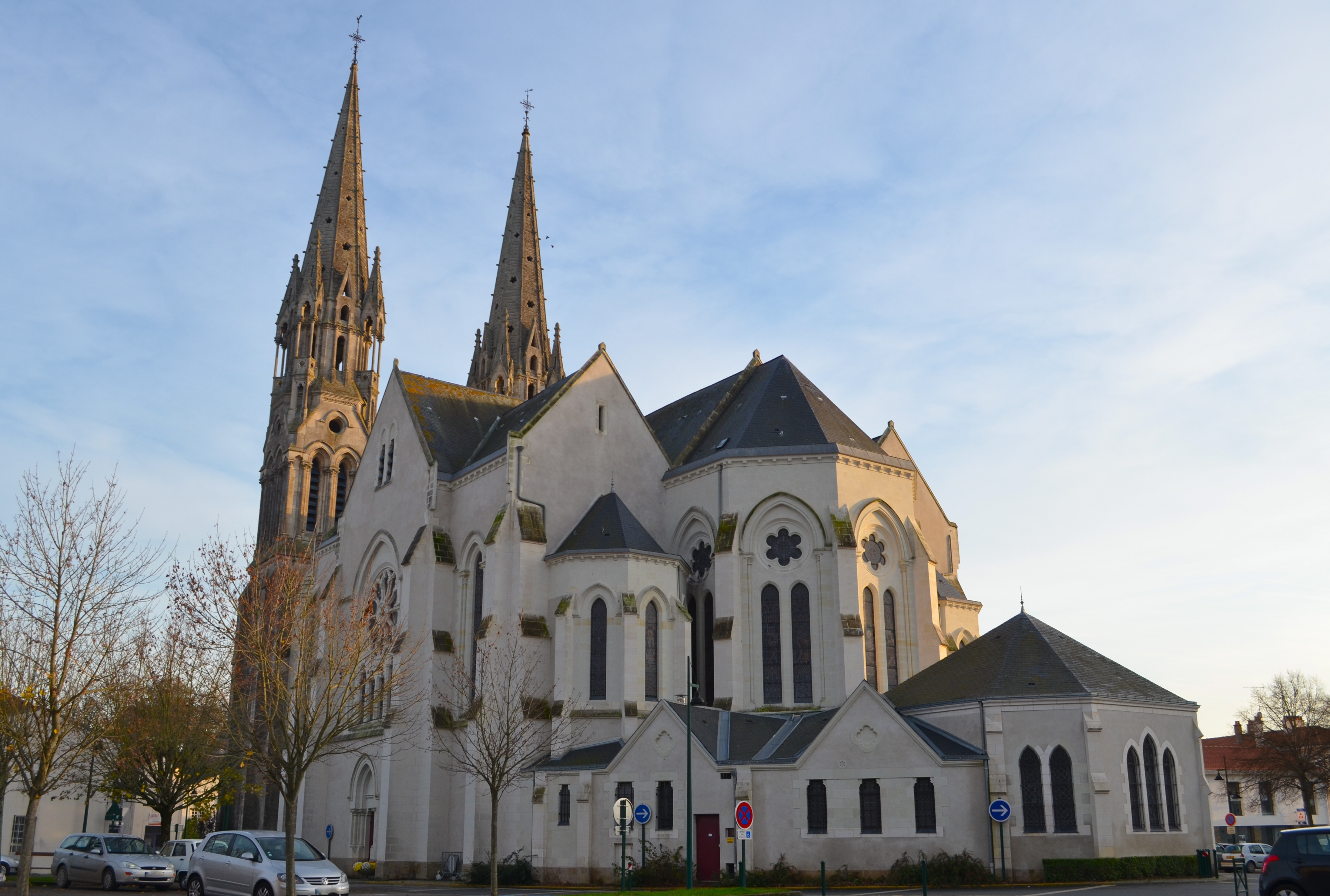
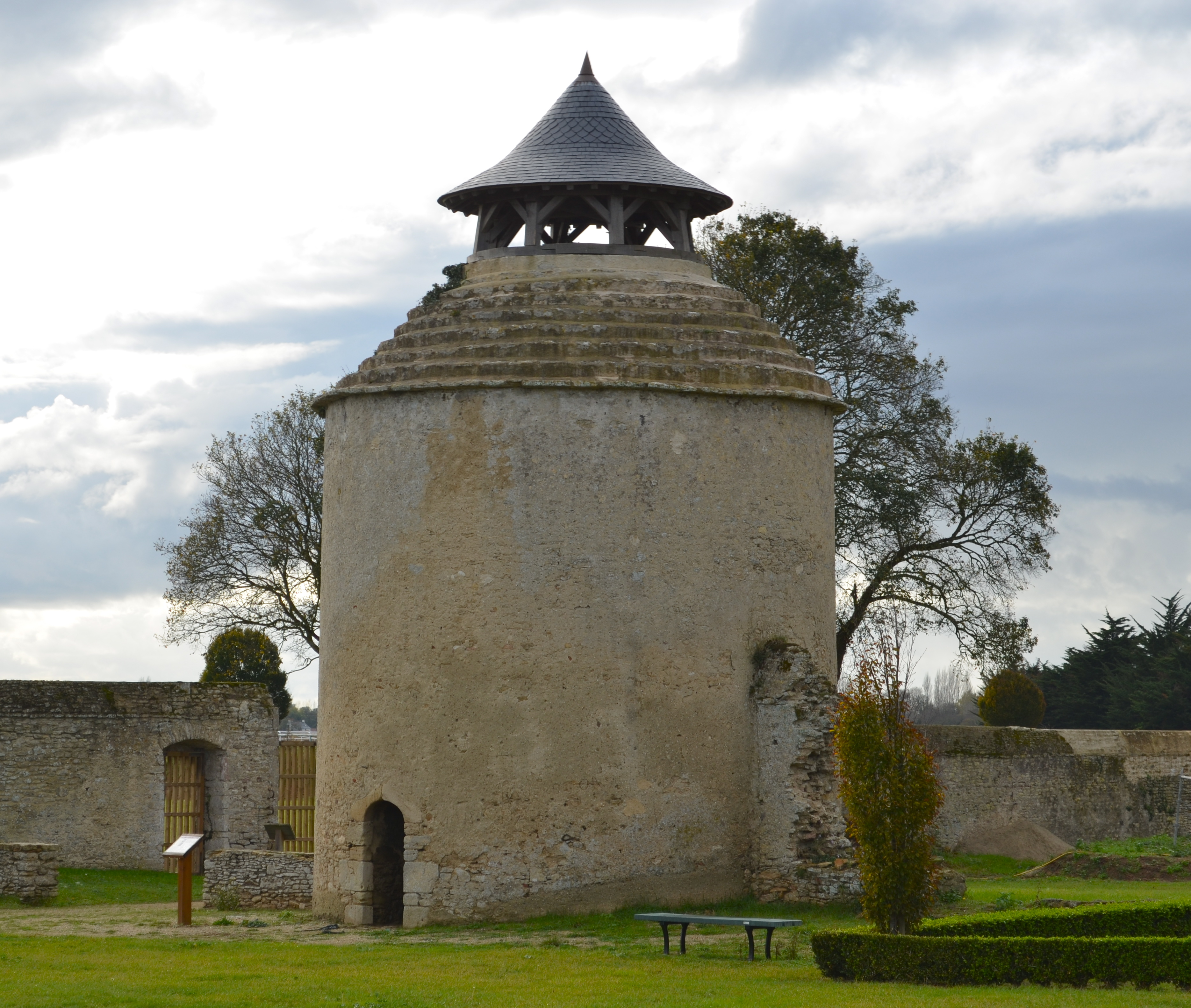
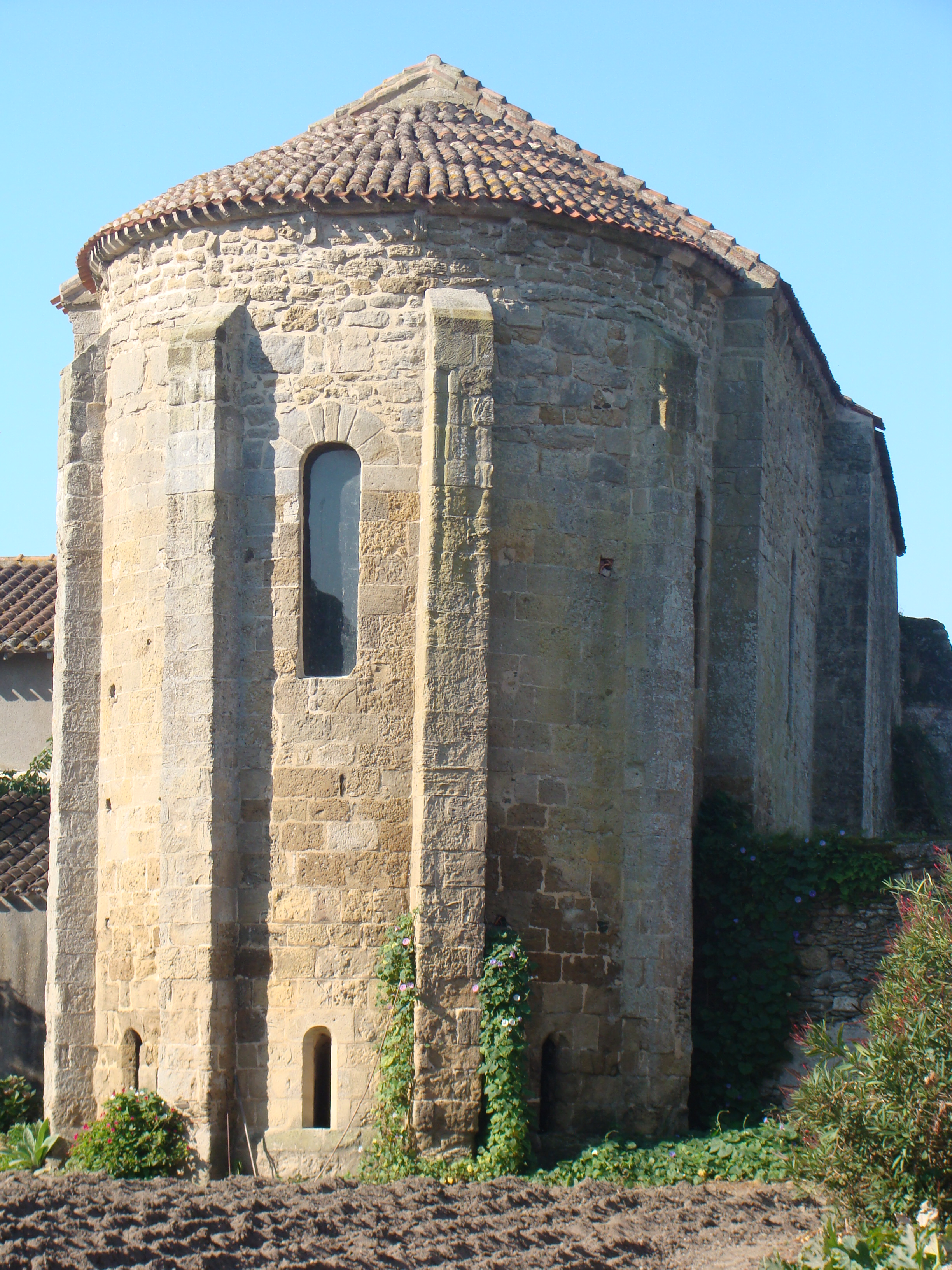
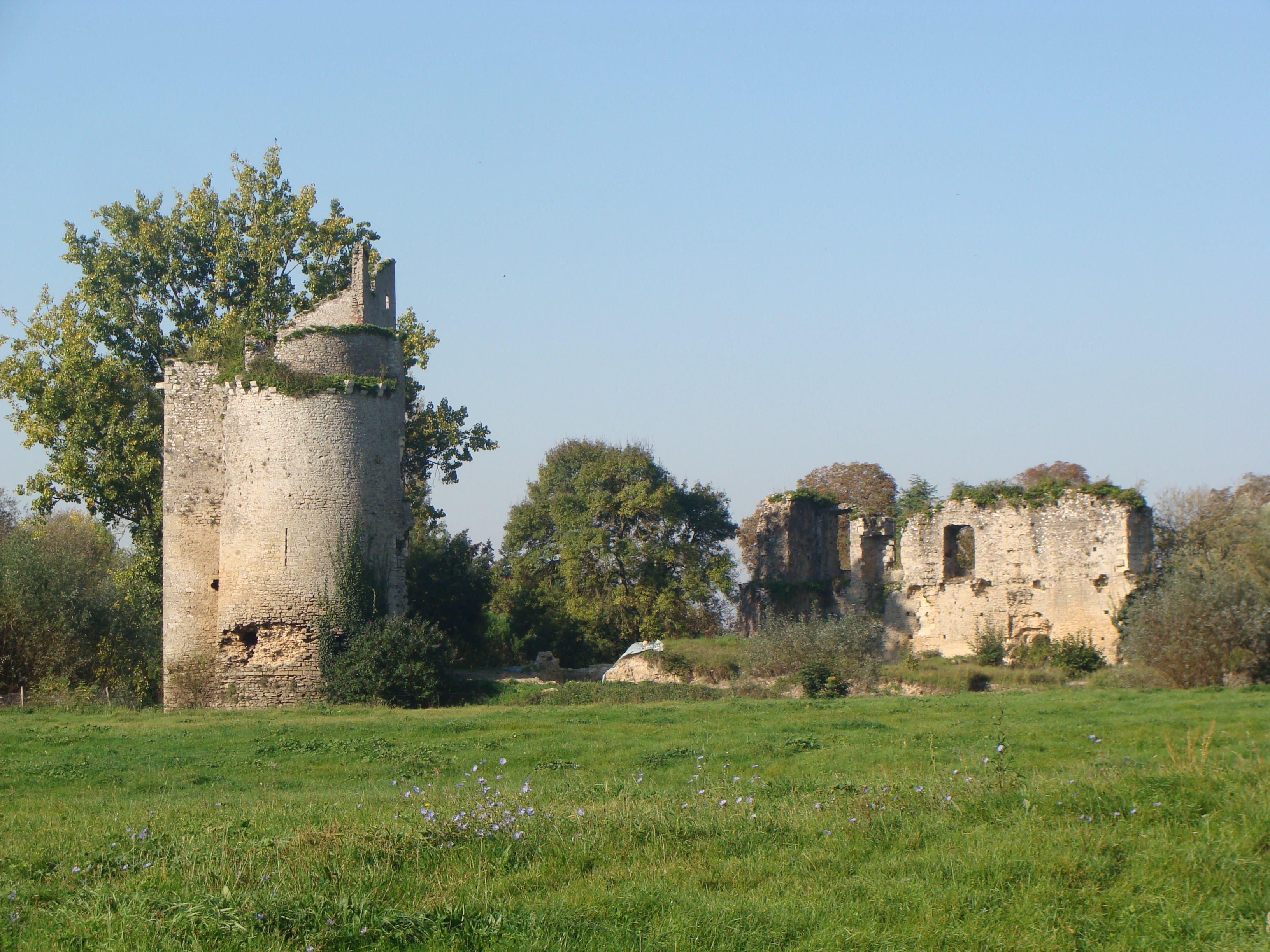
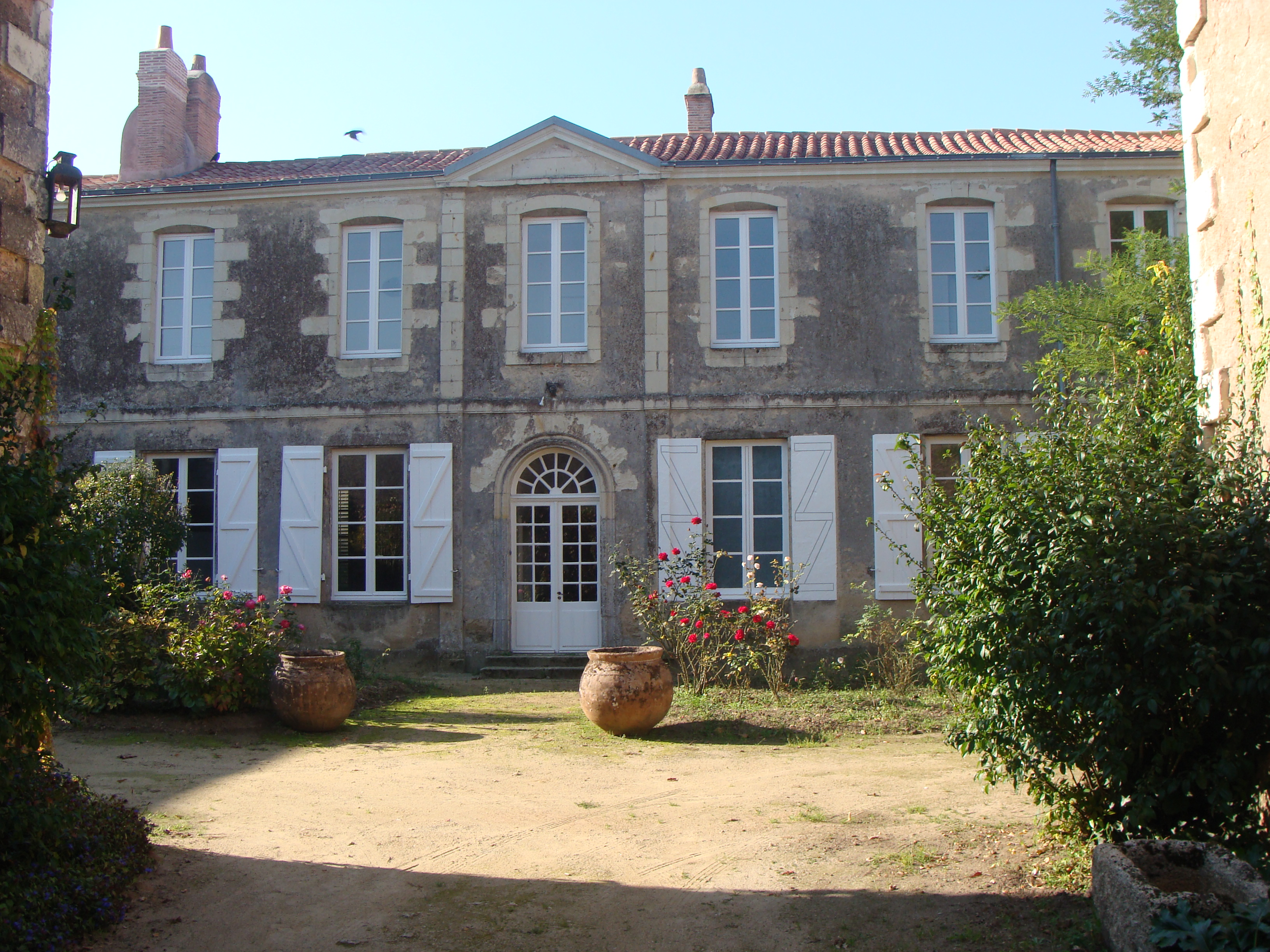
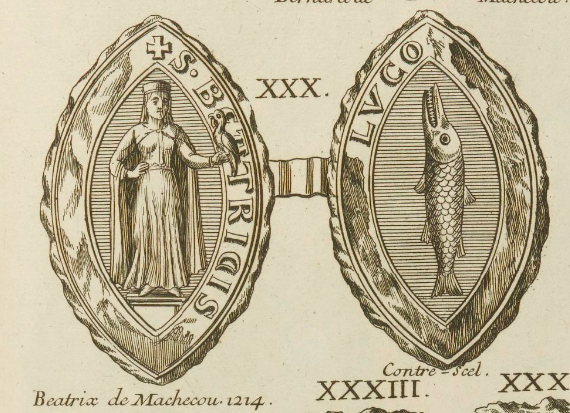

## Itt születtek, itt éltek
- Mickaël Landreau (* 1979), futball kapus

## Nevezetességek
- Szent Honoré katedrális
- Kápolna
- Kastély

## Népesség
A település népességének változása:
| Lakosok száma | 3964 | 4240 | 4549 | 5072 | 5420 | 5811 | 6076 | 7684 | 6268 | 6334 |
|               | 1962 | 1968 | 1975 | 1990 | 1999 | 2008 | 2013 | 2016 | 2017 | 2018 |